# Wilfried Heimes

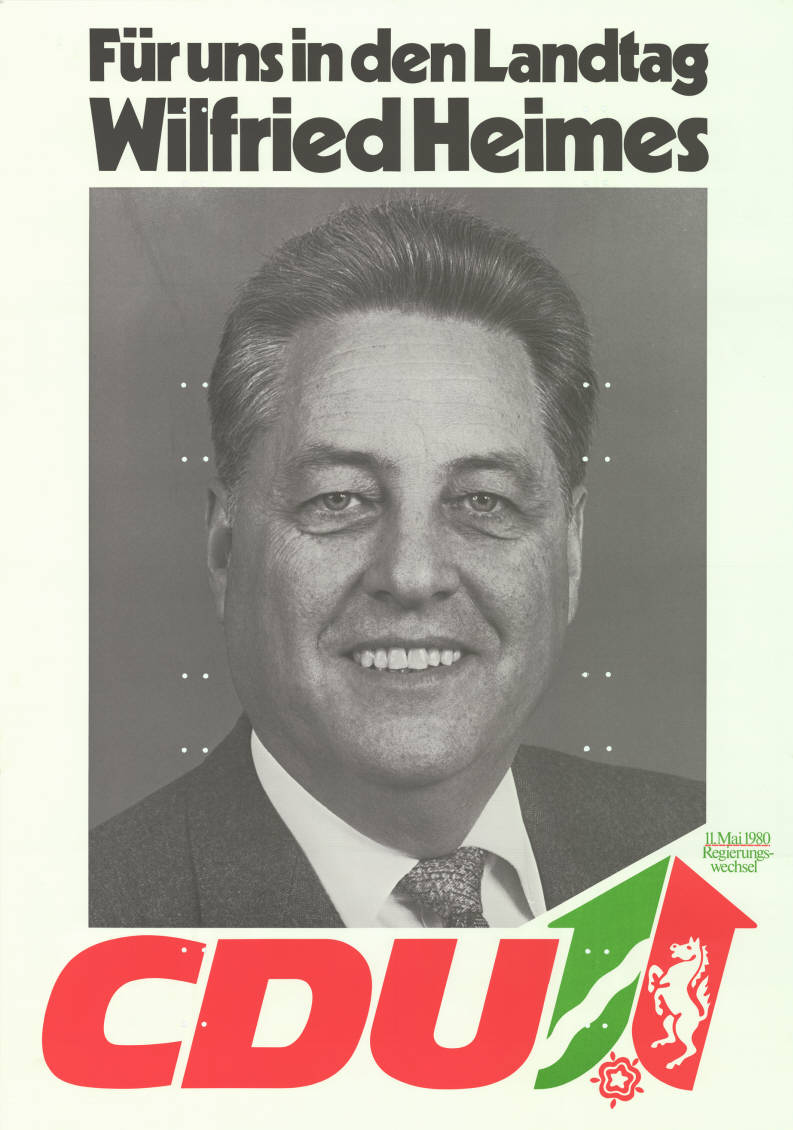
Kandidatenplakat zur Landtagswahl in Nordrhein-Westfalen 1980

Wilfried Heimes (* 28. September 1927 in Haan; † 28. August 2010) war ein deutscher Politiker und Landtagsabgeordneter (CDU) in Nordrhein-Westfalen.

## Leben und Beruf
Nach dem Schulbesuch mit dem 1947 erfolgten Abschluss Abitur studierte der im Rheinland geborene Heimes an der Universität Köln Deutsch, Geschichte, Geographie und Philosophie, wurde 1961 zum Dr. phil. promoviert und betätigte sich in der Katholischen Jugendarbeit. Von 1954 bis 1956 war er Kreisgeschäftsführer der CDU Rhein-Wupper. Heimes war dann von 1956 bis 1964 als Referent für Jugendarbeit im Erzbistum Köln, von 1957 bis 1964 Vorsitzender des Landesausschusses der Katholischen Jugend Nordrhein-Westfalen und Mitglied des Gutachterausschusses für Fragen der Jugendpflege beim nordrhein-westfälischen Arbeitsministerium, von 1958 bis 1964 Mitglied des Landeswohlfahrtsausschusses Rheinland, von 1961 bis 1963 Vorsitzender des Landesjugendrings und ab 1964 als Referent für Erwachsenenbildung im Bistum Essen tätig.
Der CDU gehörte er seit 1947 an. 1949 wurde er Kreisparteivorstand in Düsseldorf-Mettmann, von 1963 bis 1964 war er Parteivorsitzender in Köln-Mülheim, von 1963 bis 1983 Vorsitzender des Kreisverbandes Essen und danach dort Ehrenvorsitzender. Er war in zahlreichen Parteigremien tätig, so war er unter anderem Mitglied des Landesvorstandes der CDU Rheinland.
An 1977 war er Vorsitzender der Katholischen Elternschule Nordrhein-Westfalen, ab 1981 Vizepräsident der Katholischen Elternschule Deutschland.
Wilfried Heimes war verheiratet und hatte vier Kinder.

## Abgeordneter
Vom 26. Juli 1970 bis 30. Mai 1990 war Heimes Mitglied des Landtags des Landes Nordrhein-Westfalen und dort unter anderem Mitglied des Hauptausschusses und des Ausschusses für Schule und Weiterbildung. Ab 1980 war er Vorsitzender des Ausschusses für Wissenschaft und Forschung und Sprecher der Fraktion für das Ruhrgebiet. Er wurde viermal über die Landesliste seiner Partei gewählt.
Dem Stadtrat der Stadt Essen gehörte er von 1975 bis 1979 an.

## Ehrungen
- 1980: Verdienstkreuz am Bande der Bundesrepublik Deutschland
- 1984: Verdienstkreuz 1. Klasse der Bundesrepublik Deutschland